# Genoveva (Oper)
Genoveva op. 81 ist die einzige Oper von Robert Schumann, der zwischen April 1847 und August 1848 sowohl die Musik komponierte als auch den Text schrieb. Am 25. Juni 1850 wurde sie im Stadttheater Leipzig unter der Leitung des Komponisten uraufgeführt.
Die Vieraktoper von der standhaften Liebe gehört der deutschen Romantik an. Die sehr negative Kritik in der Presse war wohl ausschlaggebend dafür, dass Schumann keine weiteren Opern mehr schrieb. Auch heute ist die Oper trotz ihres beliebten Komponisten nicht sehr populär, wird aber gelegentlich aufgeführt. Vorbild für die Handlung ist die mittelalterliche Sage der Genoveva von Brabant. Im 18. Jahrhundert zählte ihre Geschichte zu den bekanntesten volkstümlichen Stoffen neben denen des Faust und des Don Juan.

## Handlung
Die Oper spielt um das Jahr 730 in Straßburg. Genoveva ist die Gemahlin des Pfalzgrafen Siegfried, der mit seinen Kriegern auszieht, die Mauren zu bekämpfen. Deswegen setzt er Golo als Hüter seiner Frau und Verwalter seiner Burg ein. Doch Golo, der in Genoveva verliebt ist, wäre lieber mit in den Krieg gezogen.
Gräfin Genoveva verabschiedet im ersten Akt ihren Mann in den Krieg und fällt in ihrem Abschiedsschmerz in eine Ohnmacht. Golo nutzt dies aus, um sie zu küssen. Die geldgierige Amme Margaretha beobachtet ihn dabei. Da Siegfried sie früher wegen ihrer Hexenkunst davongejagt hatte, sinnt sie auf Rache und lässt Golo glauben, Genoveva empfinde etwas für ihn.
Im zweiten Akt überbringt Golo Genoveva die Nachricht vom Sieg ihres Mannes. Dabei gesteht er ihr seinen Kuss. Verletzt, da Genoveva seine Annäherungen empört zurückweist und nur an ihren Gemahl denkt, schwört Golo Rache. Er setzt das Gerücht in die Welt, Genoveva habe ein Verhältnis mit dem Kaplan. Zusammen mit Margaretha lockt er den Hofmeister Drago mit dem Vorwand, dort solle er auf Genoveva aufpassen, in ihre Gemächer, wo er „entdeckt“ und von Margaretha beschuldigt wird, mit Genoveva eine Beziehung zu haben, woraufhin der Diener Balthasar ihn ersticht und Genoveva wegen Ehebruchs in den Turm geworfen wird.
Der im Kampf verletzte Siegfried weilt im dritten Akt in Straßburg, wo Margaretha ihn vergiften möchte. Nachdem sie ihn dort gepflegt hat, will er nach Hause, erhält aber von Golo die Nachricht von Genovevas angeblicher Untreue. Siegfried glaubt ihm und verurteilt Genoveva. Margaretha zeigt ihm in ihrem Zauberspiegel ein Trugbild von der Zügellosigkeit seiner Frau, woraufhin er das Todesurteil bekräftigt. Dragos Geist erscheint Margaretha und droht ihr mit dem Scheiterhaufen, falls sie nicht die Wahrheit sagt.
Im vierten und letzten Akt wird Genoveva in den Wald geführt, wo Golo sie mit Siegfrieds Schwert hinrichten will. Genoveva unterwirft sich dem Urteil des von ihr noch immer geliebten Gatten, beteuert aber weiter ihre Unschuld. Golo versucht ihre Notlage auszunutzen und will mit ihr fliehen, wenn sie sich für ihn entscheidet. Genoveva jagt Golo davon und würde lieber sterben. Siegfried, dem Margaretha die Wahrheit gestanden hat, eilt herbei und rettet seine Gemahlin im letzten Moment. Er bittet sie um Vergebung für das Unrecht, das er ihr zugefügt hat, und Genoveva verzeiht ihm. Die beiden werden vom Bischof ein zweites Mal vermählt.

## Entstehung
Zuerst hatte sich Schumann für seinen Freund, Robert Reinick, einen Dichter und Maler ohne jegliche Bühnenerfahrung, als Librettisten entschieden, der einen Text auf Basis von Ludwig Tiecks Leben und Tod der heiligen Genoveva von 1799 lieferte, der Schumann zu lyrisch war. Da man sich nicht auf den Text einigen konnte, schrieb Schumann einen eigenen Text, in dem er in einigen Teilen den originalen Wortlaut der 1843 veröffentlichten Tragödie Genoveva von Friedrich Hebbel übernahm. Von Reinicks Urversion blieben nur rund 200 Verse übrig. Trotzdem ist Schumanns Version eigenständig und unterscheidet sich inhaltlich von den ursprünglichen Vorlagen, so z. B. im glücklichen Ende. Die erste Genoveva war die Sängerin Caroline Meyer.

## Orchester
Die Orchesterbesetzung der Oper enthält die folgenden Instrumente:
- Holzbläser: Piccoloflöte, zwei Flöten, zwei Oboen, zwei Klarinetten, zwei Fagotte
- Blechbläser: vier Hörner, zwei Trompeten, drei Posaunen, Tuba
- Pauken, Tamtam
- Streicher
- Bühnenmusik: zwei Piccoloflöten, zwei Klarinetten, vier (oder mehr) Hörner, vier Trompeten, drei Posaunen (ad lib.), Bassposaune